# Freifrau von Kö

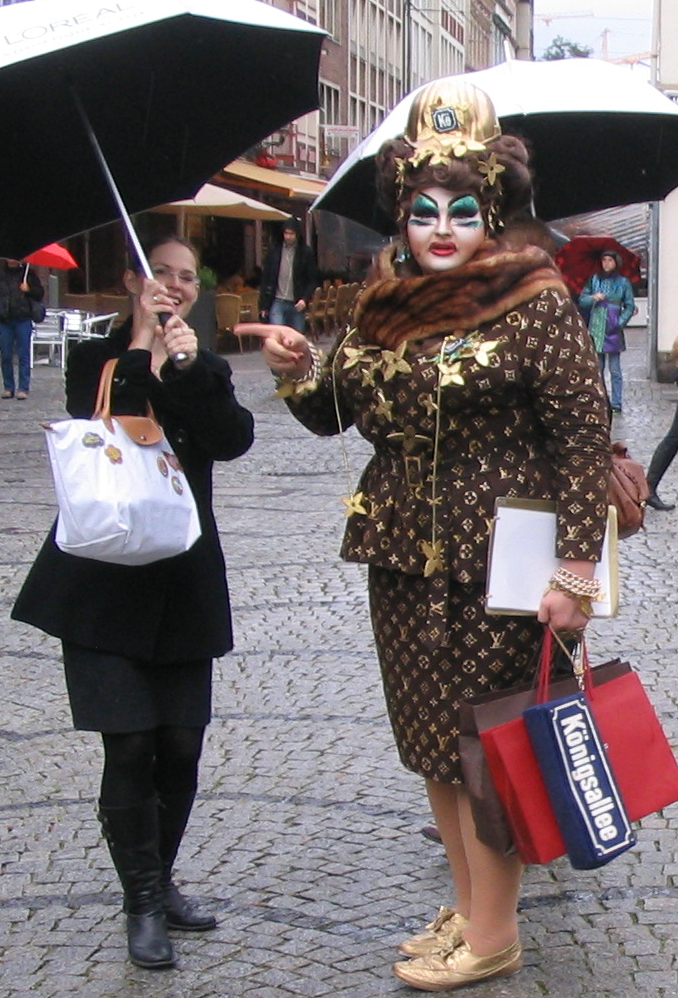
Freifrau von Kö im Louis-Vuitton-Kostüm mit Nerzstola und goldenem Bauhelm (2011)

Freifrau von Kö ist der Name der Kunstfigur des Düsseldorfer Travestie-Künstlers und Stadtführers Andreas Patermann. Die Figur, die Klischees über Millionärsgattinnen auf der Düsseldorfer Königsallee und das „Schickimicki“-Image der Landeshauptstadt in der Gestalt und im Habitus einer Dragqueen persiflierend aufgreift, entstand im Rahmen des Düsseldorfer Karnevals und wurde bekannt, als ihr Schöpfer am 21. Februar 2009 am sogenannten Tuntenlauf auf der Königsallee mit dem Namen Freifrau von Kö teilnahm und diesen Wettbewerb gewann.

## Beschreibung
Die Freifrau von Kö, deren Nachname sich auf die Kurzbezeichnung Kö der Luxuseinkaufsmeile Königsallee bezieht, stellt eine Düsseldorfer Millionärsgattin dar. Zumeist trägt sie zu einer ausladenden brünetten Perücke ein braunes Kostüm, nach eigenen Angaben in der Größe 38 und „in der Hüfte etwas weiter geschnitten“, das das goldfarbene Markenzeichen der Luxusmarke Louis Vuitton als Muster wiedergibt. Ferner trägt sie auf das Kostüm abgestimmte Accessoires wie etwa goldfarbene Pumps, Handschuhe und Halsketten, gelegentlich auch Einkaufstaschen bekannter Einkaufsstätten und Luxuslabels der Königsallee oder einen goldfarbenen Bauhelm, der sie dann als Führerin über die Baustellen der Landeshauptstadt ausweisen soll. Ihr Make-up ist in der für Dragqueens typischen Weise grell und überzeichnet aufgetragen. Bei gutem Wetter trägt sie auch leichtere Kostüme, etwa ihren „Elizabeth-Taylor-Gedächtnis-Kaftan“.

## Selbstbiografie und Habitus

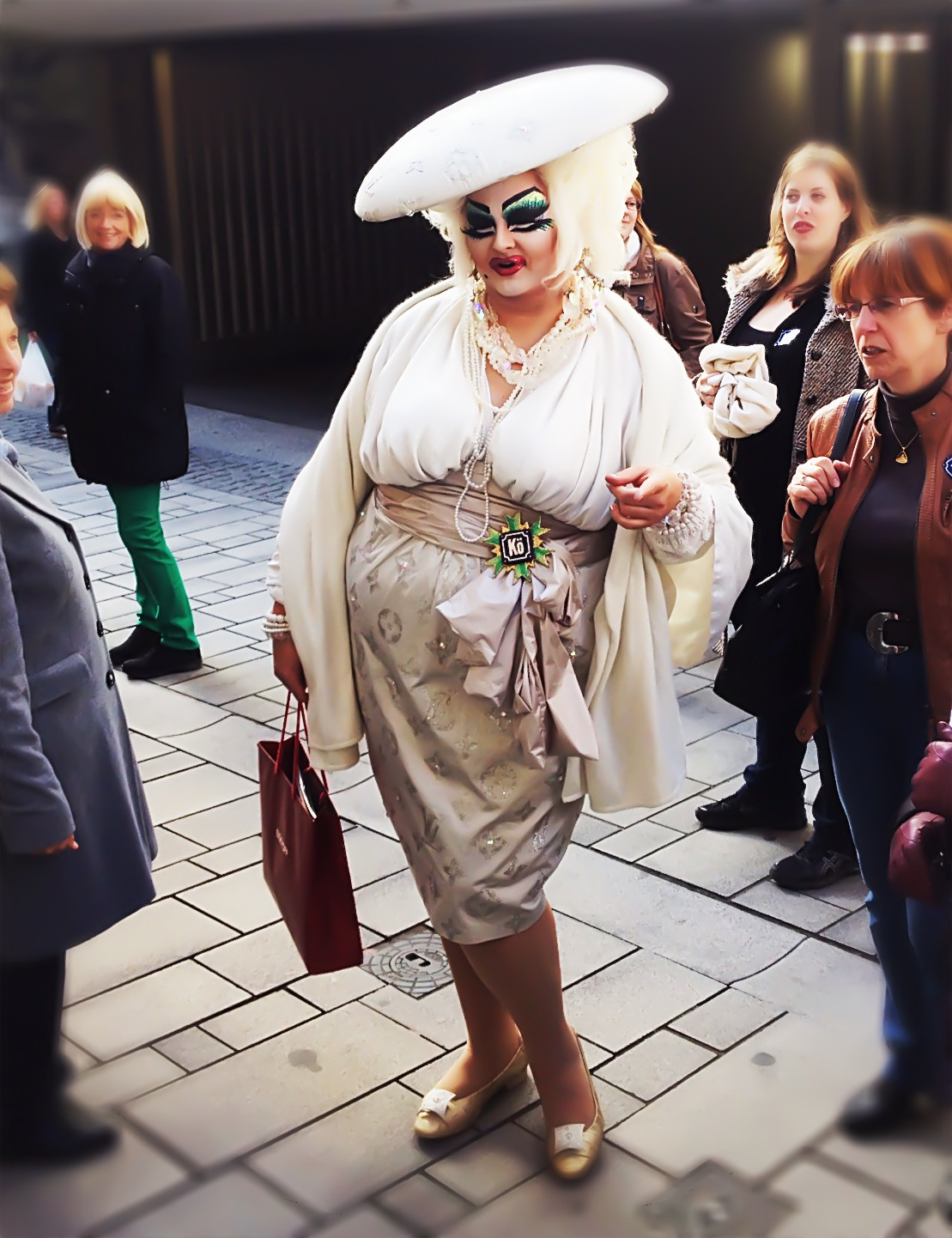
Die Freifrau von Kö auf der Wallstraße (September 2012)

Die Freifrau von Kö stammt nach eigenen Angaben aus Dinslaken, einer Stadt des Ruhrgebiets. Jedwede Verbindung zur ebenfalls von dort gebürtigen Schlagerdiva Uschi Blum weist die Society-Lady entschieden von sich. Sie will sich als einfache Frau „hochgeschuftet“ und eine Karriere als international gefeiertes Fotomodell gemacht haben. Schließlich sei sie in das vermögende freiherrliche Geschlecht derer von Kö bzw. von Schmalz-Köttgenburg eingeheiratet. Zu ihren Wohnsitzen zählt sie Düsseldorf, Nizza, New York und Dinslaken. Ihr Gatte Carl Theodor weile mit seiner Sekretärin in der Karibik. Über ihr Alter stellt sie fest, dass sie 34 sei und bleibe. Als Freifrau und Millionärsgattin in den Adel und den Jetset aufgestiegen beansprucht sie die Anrede „Madame“. Von den gewöhnlichen Besuchern der Königsallee, die sie in ununterbrochenem und freimütigem Redefluss auch schon mal als „Pöbel aus den Außenbezirken“ bezeichnet, distanziert sie sich. Im Rückblick auf einen Schönheitswettbewerb des Münchner Oktoberfests des Jahres 2010, bei dem sie mit ihrem eigens hierfür geschneiderten Dirndl nicht in die Endrunde vordrang, sondern – unter vierhundert Konkurrentinnen noch unter die letzten fünfzig gekommen – vorzeitig ausschied, äußerte sie gegenüber der Tageszeitung Rheinische Post die Auffassung, dass sie wohl „etwas zu flippig fürs konservative München“ gewesen sei. Sie habe aber damit gerechnet, meinte sie und fügte hinzu: „Hier im Rheinland wäre das anders gelaufen, hier sind die Menschen offener.“

## Biografie ihres Darstellers
Im ersten Leben arbeitet Andreas Patermann (* 1949 in Franken) alias Freifrau von Kö als Ausstellungsdesigner am Theatermuseum Düsseldorf. 2002 war er von Franken nach Düsseldorf gekommen, um an der Fachhochschule Düsseldorf Design zu studieren. Seine erste Anstellung fand er in einem Düsseldorfer Architektenbüro. Für die Verwandlung zur Freifrau benötigt er nach seinen Angaben zweieinhalb Stunden, für das Abschminken eine Stunde.

## Stadtführung

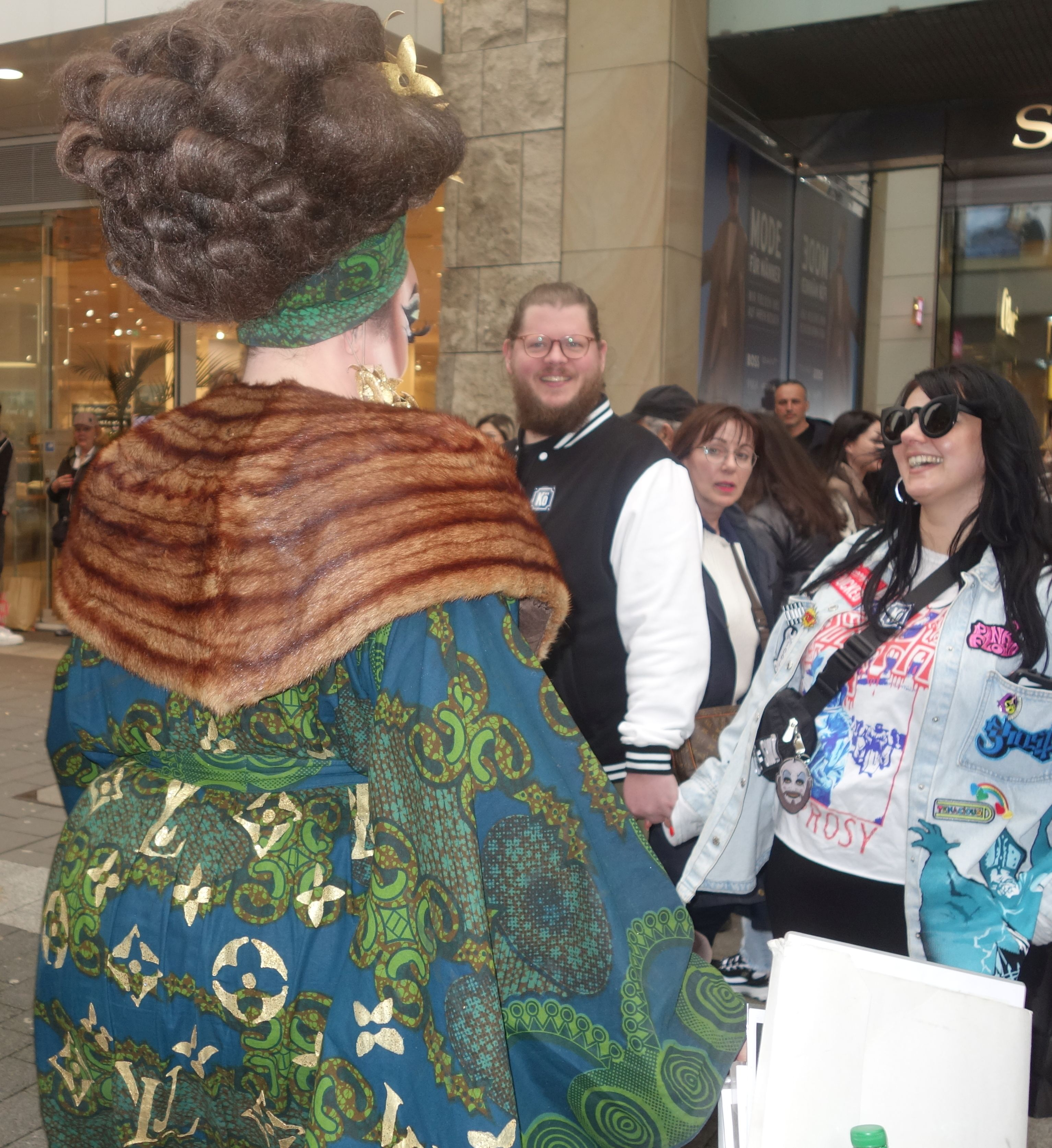
Freifrau von Kö (März 2024)

Neben Teilnahmen an Gala- und Wohltätigkeitsveranstaltungen sowie einer „Kaffeefahrt mit Kö & Co.“ in einem „glamourösen Großraumtaxi“ des örtlichen Nahverkehrsunternehmens Rheinbahn bietet die Freifrau von Kö an festen und vereinbarten Terminen einen „Glamour-Stadtbummel“ durch die „Landesbaugrube Düsseldorf“ an. Bei dieser Stadtführung, die regelmäßig mit einem Champagnerempfang im Theatermuseum am Hofgarten beginnt, stellt sie einerseits die aktuellen Großbaustellen im Umfeld der Königsallee vor, insbesondere das Projekt Kö-Bogen, andererseits vermittelt sie Einblicke in die Stadtgeschichte Düsseldorfs, wobei Anekdoten und Grandes Dames der Stadtgeschichte, etwa Louise Dumont, Anna Maria Luisa de’ Medici, Johanna Ey und Lore Lorentz, besonders berücksichtigt werden. Das Hofgärtnerhaus, den Ausgangspunkt ihrer Stadtführungen, bezeichnet die Freifrau als ihren Petit Trianon. Da sie damit den Vergleich zwischen ihrer Person einerseits und Madame de Pompadour sowie Marie-Antoinette andererseits wagt, zeigt sie einmal mehr, dass ihre Vorliebe nicht dem Stilmittel des Understatements gilt. Durch den Auftritt einer Kunstfigur und durch die Präsentation von Themen der Architektur, Stadtentwicklung und Stadtgeschichte kann die touristische Dienstleistung der Freifrau von Kö als szenisch-thematische Stadtführung klassifiziert werden.

## Düsseldorf-Klischees „Millionärsgattin“ und „Schickimicki“
Im Vorfeld des Gesangswettbewerbs Eurovision Song Contest 2011 hatte das Nachrichtenmagazin Der Spiegel die sich auf das Mediengroßereignis vorbereitende Stadt Düsseldorf als „600 000-Seelen-Kolonie, bevölkert von Altbiertrinkern und überkandidelten Millionärsgattinnen“ beschrieben. In einer Veranstaltung des Initiativkreises Kultur in Düsseldorf erklärte der Autor dieses umstrittenen Stadtporträts, dass er damit das Düsseldorf beschrieben habe, das er von offizieller Seite vermittelt bekommen hätte, so etwa auch einen Kontakt zur Freifrau von Kö.
Nach den Ergebnissen der Lohn- und Einkommenssteuerstatistik 2007 war Düsseldorf vor Köln zwar die Großstadt mit den meisten Einkommensmillionären in Nordrhein-Westfalen (6,5 Einkommensmillionäre auf 10.000 Einwohner), allerdings führten elf kleinere Gemeinden diese Liste an, allen voran die Nachbarstadt Meerbusch (18,1 Einkommensmillionäre auf 10.000 Einwohner). Werden bei der Zahl der Einkommensmillionäre allein die größeren Städte Deutschlands in den Blick genommen, so nimmt Düsseldorf eine Spitzenstellung ein; 2012 hatte es in dieser Kategorie den ersten Platz. Eine bekannte „Düsseldorfer Millionärsgattin“ war Gabriele Henkel und ist Ute-Henriette Ohoven. Während ihrer Liaison mit dem Düsseldorfer Autohändler Helmut Becker erfüllte auch Tatjana Gsell etliche Kriterien des entsprechenden Schemas. Als das männliche Pendant zum Stereotyp Düsseldorfer Millionärsgattin kann jener Playboy angesehen werden, den 1968 die damals in Düsseldorf wohnende Schlagersängerin Dorthe Kollo in ihrem Lied Wärst du doch in Düsseldorf geblieben besang.
Bereits 1979 hatte das Magazin Der Spiegel unter der Überschrift Eine Lepra-Kolonie der Überprivilegierten über die Eröffnung des Luxus-Nachtclubs Regine’s im Untergeschoss des Luxushotels Breidenbacher Hof an der Königsallee durch die französische Sängerin und Unternehmerin Regine Zylberberg berichtet und dabei bekannte Düsseldorf-Klischees evoziert. Das Magazin sprach dabei davon, dass dort „namhafte Nichtstuer vom rheinischen Geldadel (…) ihre Krebse wohltätig zugunsten der Deutschen Krebshilfe“ löffeln würden.
2001 bediente der Schriftsteller Martin Walser das Klischee der Düsseldorfer Millionärsgattin in seinem Gesellschaftsroman Der Lebenslauf der Liebe. Hierin schilderte der Romancier dem Leser die Figur der 50-jährigen Düsseldorfer Millionärsgattin Susi Gern, die nach einem ausschweifenden, aber unbefriedigendem Luxusleben schließlich eine Witwe, Sozialhilfeempfängerin und Sexualpartnerin eines jungen Mannes mit Migrationshintergrund wird.
Dass die Düsseldorfer Millionärsgattin bereits den Rang eines feststehenden Begriffs erlangt hat, zeigt eine Glosse, die der Norddeutsche Rundfunk 2013 in seinem Radioprogramm ausstrahlte. Folgende Attribute wurden diesem Typus darin zugeordnet: 50-jährig, Tragen von Designerkleidern, Perücken und Brilliantcolliers, Figurprobleme, Leugnung des Alters, Faltenhals („Waranhals“, Begriff nach Tom Wolfe aus dem amerikanischen Englisch) und Wahrnehmung von Angeboten der Schönheitschirurgie.
Neuerdings hat sich die Düsseldorfer Unternehmerin Gisela Muth in verschiedenen TV-Formaten – unter anderem in der Reihe Das perfekte Promi-Dinner – als bekannte Düsseldorfer Millionärsgattin platzieren können.
Häufig wird das „Schickimicki“-Image durch Akteure in Düsseldorf zu Zwecken des touristischen Brandings und Marketings forciert, vielfach nicht ohne ironischen Unterton, etwa durch ein YouTube-Video des Düsseldorfer Luxushotels InterContinental, in dem es als Besonderheit der „local cuisine“ in einem Werbekurzfilm hervorhob, dass im Medienhafen der Stadt eine „Currywurst with gold“ (Blattgold) serviert wird.